# Carbonat de sodiu
Carbonatul de sodiu, cunoscut și sub denumirea de sodă sau sodă de rufe, este sarea de sodiu a acidului carbonic și are formula chimică Na2CO3. Forma anhidră are un puternic caracter higroscopic, motiv pentru care, în natură, carbonatul de sodiu se găsește cel mai frecvent sub formă de hidrați, ca, de exemplu, heptahidratul cristalin (Na2CO3•7 H2O) care, prin fenomenul de eflorescență, pierde din apa de cristalizare, transformându-se într-o pulbere albă, monohidratul (Na2CO3•H2O). Are un gust puternic alcalin. În trecut se obținea prin extracție din cenușa unor plante cu conținut bogat în sodă, cum ar fi săricica (Salsola soda). În prezent poate fi produsă sintetic, în cantități mari, din sarea de bucătărie, prin procedeul Solvay.

## Caracteristici
Carbonatul de sodiu are un habitus polimorf, cristalizând diferit în funcție de presiunea și temperatura din timpul cristalizării:
- forma anhidră (lipsită de apă) numit și sodă calcinată iar ca mineral numit Natrit, având punctul de topire de 853 °C și densitatea de 2,51 g/cm³, cristalizând la cca.107 °C.
- Monohidratul, Na2CO3•H2O ca mineral numit Thermonatrit
- Dihidratul, Na2Ca(CO3)2•2H2O: ca mineral numit Pirsonit
- Pentahidratul, Na2Ca(CO3)2•5H2O: ca mineral numit Gaylusit (Natrocalcit)
- Heptahidratul, Na2CO3•7 H2O
- Decahidratul, Na2CO3•10 H2O: ca mineral numit sodă cristalizează sub temperaturi de 32,5 °C din soluții saturate de carbonat de sodiu
- Hidrogencarbonatul, Na(HCO3)•Na2CO3•2H2O ca mineral numit Trona.
- Caractere generale:

Ca sarea unui acid slab, are o reacție intensă efervescentă (cu formare de bioxid de carbon) cu acizii tari. Este solubilă în apă (21,6 g/100ml) cu degajare de căldură formând o soluție alcalină cu anioni bazici de carbonat și o concentrație mare de grupări hidroxilice (-OH) care-i dau caracterul bazic (alcalin sau leșios) al soluției:
Na2CO3 → 2 Na+ + CO32-
H2O + CO32- → HCO3- + OH-
În aer absoarbe apa (este higroscop) și bioxidul de carbon.

## Răspândire
În natură poate fi găsit în lacurile de sodă (Lake Natron) din Egipt, Africa de Sud, sau Africa de est, California, Mexic și ca Trona ( Na(HCO3)•Na2CO3•2H2O) în Wyoming (SUA) și în Sahara.

## Utilizare

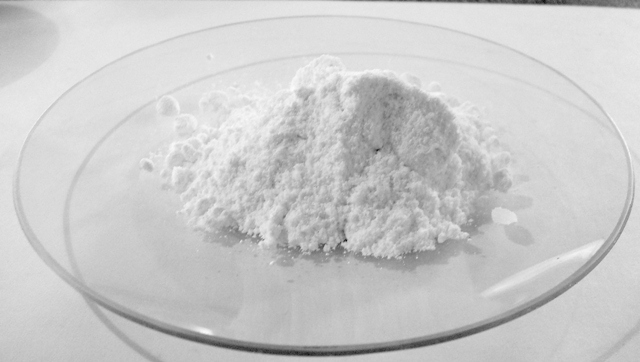

Soda cristalină fiind higroscopică trebuie închisă ermetic, este cunoscută și utilizată din timpul Egiptului antic fiind folosită la prepararea mumiilor, ca și mai târziu la fabricarea sticlei. Azi este foarte mult utilizat în industrie, de exemplu în anul 1997 au fost produse 39 milioane tone de sodă pe glob, din care numai în Germania s-au produs în anul 1999 2,4 milioane de tone.
Soda este utilizată în:
- Industria sticlei soda este una din materiile prime folosite la producerea sticlei
- Industria chimică, în albire, industria coloranților, ca și în tăbăcirea pieilor
- Industria producerii detergenților și dezinfectanților
- Industria metalurgică, pentru îndepărtarea sulfului din fier
- Industria hârtiei, importat la curățire și neutralizarea acidității și la albirea hârtiei